# Chariessa ramicornis
Chariessa ramicornis is een keversoort uit de familie mierkevers (Cleridae). De wetenschappelijke naam van de soort is voor het eerst geldig gepubliceerd in 1830 door Perty in Spix & Martius.